# 2. artilerijska brigada 14. korpusa (NOVJ)
Za druge 2. brigade glejte 2. brigada.
2. artilerijska brigada 14. korpusa (srbohrvaško 2. artiljerijska brigada 14. korpusa) je bila brigada v sestavi Narodnoosvobodilne vojske in partizanskih odredov Jugoslavije in ki je delovala med drugo svetovno vojno na področju Kraljevine Jugoslavije.

## Organizacija
- štab
- 4x divizion